# Felix Wettstein
Felix Wettstein, né le 19 janvier 1958 à Kriens (originaire de Remetschwil), est une personnalité politique suisse, membre des Verts. 
Il est député du canton de Soleure au Conseil national depuis décembre 2019.

## Biographie
Felix Wettstein naît le 19 janvier 1958 à Kriens, dans le canton de Lucerne. Il est originaire de Remetschwil, dans le canton d'Argovie (AG).
Il suit son école primaire à Kriens, puis son école secondaire et son gymnase à Baden (AG), où il obtient une maturité de type B (latin-anglais) en 1978. Il étudie ensuite la pédagogie, la géographie et l'ethnologie à l'Université de Zurich. Il obtient sa licence en 1984.
Il travaille de 1985 à 1992 pour Pro Juventute, où il dirige le secteur des loisirs, puis de 1992 à 2000 au sein du département de l'instruction publique du canton d'Argovie, où il est chargé de la promotion de la santé à l'école. Il est professeur depuis 2000 à la Haute école spécialisée du Nord-Ouest de la Suisse, au sein de la Haute école de travail social d'Olten, spécialisé dans les domaines de la promotion de la santé et de la prévention.
Il est marié, sans enfants, et habite à Olten.

## Parcours politique
Il siège au parlement communal de la commune d'Olten d'août 2007 à juin 2021. Il y est membre pendant huit ans de la commission de gestion. Il siège, en parallèle, au Grand Conseil du canton de Soleure de août 2010 à novembre 2019, où il est membre pendant cinq ans de la commission des finances,. Il est par ailleurs président des Verts du canton de Soleure de 2012 à 2018.
Il est élu au Conseil national lors des élections fédérales de 2019, où il est également le premier Vert candidat au Conseil des États depuis 1995. Il est réélu en 2023. Il est membre de la Commission des finances (CdF).